# Gonzalo de Quesada y Aróstegui
Gonzalo de Quesada y Aróstegui (15 tháng 12 năm 1868 – 9 tháng 1 năm 1915) là kiến trúc sư chủ chốt của Phong trào Độc lập Cuba cùng với José Martí vào cuối thế kỷ 19. Nhờ vậy mà ông được chính phủ Pháp trao tặng Huân chương Bắc Đẩu Bội tinh.

## Tiểu sử

### Thân thế và học vấn
Ông chào đời tại La Habana vào ngày 15 tháng 12 năm 1868. Gia đình ông chuyển đến Thành phố New York để ông có cơ hội học hành tới nơi tới chốn. Hồi mới sang Mỹ, ông nhập học Trường Đại học Thành phố New York trước khi tốt nghiệp Đại học Columbia. Trong quá trình học đại học, ông từng gia nhập hội Theta Delta Chi. Về sau ông tốt nghiệp khoa luật Đại học New York vào năm 1891.
Lúc còn ở New York, ông từng bắt liên lạc với José Martí sau khi có dịp tham dự một số cuộc biểu tình của những người Cuba lưu vong.

### Sự nghiệp chính trị và ngoại giao

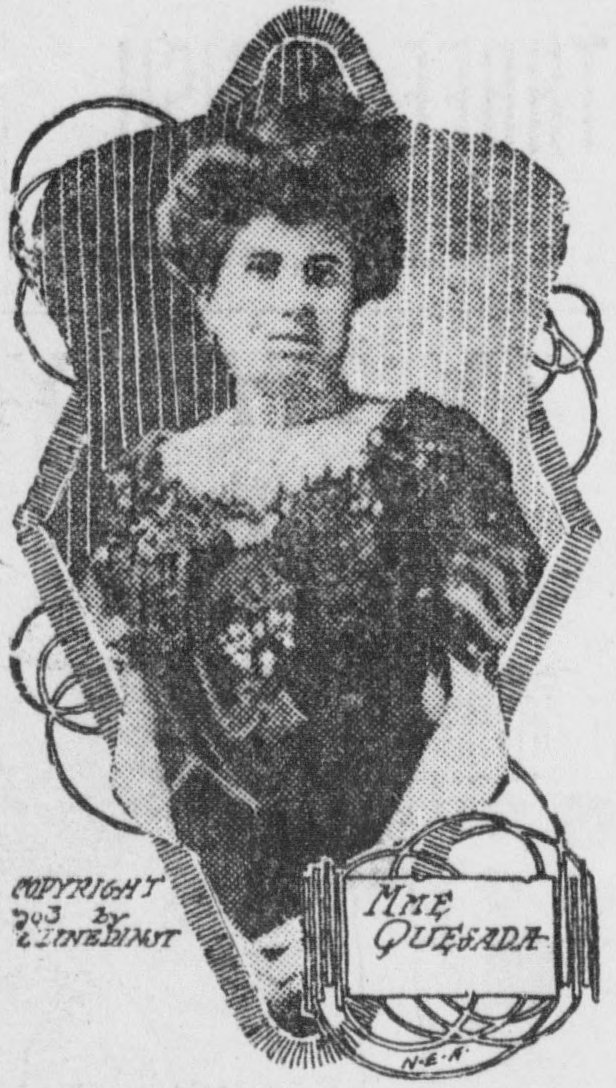
Chân dung Angelina Miranda Quesada, vợ của Gonzalo de Quesada.

Năm 1900, ông trở thành Đặc phái viên Cuba tại Mỹ. Năm 1901, ông là một trong những thành viên của Hội nghị Lập hiến Cuba. Khi mới vừa bước chân vào ngành ngoại giao, ông giữ chức đại sứ Cuba tại Mỹ và kể từ năm 1912 thì làm đại sứ Cuba tại Đế quốc Đức.
Năm 1903, ông đã thuyết phục được chính phủ Mỹ rằng Đảo Thông là một phần của lãnh thổ Cuba kể từ năm 1511 và vào ngày 2 tháng 3 năm 1904, ông ký kết Hiệp ước Hay-Quesada. Dù nước Mỹ không chịu phê chuẩn bản hiệp ước này suốt hơn hai mươi năm sau.

### Cuối đời
Ông qua đời ngày 9 tháng 1 năm 1915 ở Berlin, khi đang đảm nhiệm chức vụ đại sứ Cuba tại Đế quốc Đức và thi thể được đưa về nước an táng tại La Habana vào tháng 8 năm 1919.

## Ấn phẩm
Ông là tác giả của nhiều cuốn sách, trong đó có cuốn A History of Free Cuba (1898) và Cuba (1905). Ông cũng lo liệu việc biên tập tác phẩm Obras literarias (1900–1911) của Marti.